# Черноморский флот СССР во время Великой Отечественной войны
Черноморский флот СССР во время Великой Отечественной войны — состав сил и средств Черноморского флота ВМФ СССР и его боевые действия в ходе Великой Отечественной войны.

## Базирование флота
Главная база флота располагалась в Севастополе. Флот имел также Одесскую военно-морскую базу, которая была организована незадолго до войны, в 1940 году. Николаевская военно-морская база была сформирована в начале войны и утеряна в ходе отступления (1 формирование 22.06.1941 — 07.09.1941, 2 формирование 19.05.1944 — 29.07.1944). Керченская военно-морская база (не путать с Керченско-Феодосийской военно-морской базой формирования 1951 года). Новороссийская военно-морская база была сформирована в 1920 году. Потийская военно-морская база была организована незадолго до войны, 5 апреля 1941 года путём переноса Батумской военно-морской базы. Уже в ходе войны в октябре 1941 года была сформирована Туапсинская военно-морская база. 9 августа 1942 года была сформирована Темрюкская военно-морская база. В сентябре 1944 года на территории Румынии была сформирована Констанцкая военно-морская база.

## Состав флота на 22 июня 1941 года
К началу Великой Отечественной войны СССР располагал на Чёрном море хорошо оснащённым по тому времени флотом, в составе: 1 линкора («Парижская коммуна»), 5 крейсеров, 3 лидеров, 16 эскадренных миноносцев, 1 бывшего бронепалубного крейсера «Коминтерн» (1905 г. постройки) перед самой войной переклассифицированного в минный заградитель, 4 канонерских лодок, 2 сторожевых кораблей, 47 подводных лодок, 2 бригады торпедных катеров (в Севастополе и Очакове), отдельного дивизиона торпедных катеров (в Поти) и отдельного отряда торпедных катеров (в Новороссийске), нескольких дивизионов тральщиков, сторожевых и противолодочных катеров, ВВС флота (свыше 600 самолётов) и сильной береговой обороной.
В состав Черноморского флота входили Дунайская (до ноября 1941 года) и созданная в июле 1941 года Азовская военные флотилии.
ЧФ был нацелен на противодействие флотам причерноморских стран (Болгарии, Румынии, Турции), над которыми имелся значительный качественный и численный перевес. Допускалась вероятность входа через Босфор в условиях войны флотилии первоклассных морских держав. В этом случае главная база флота была прикрыта крупной минно-артиллерийской позицией, постройка которой началась ещё при Российской империи до Первой мировой войны, а отдельные объекты такие как 30-я бронебашенная батарея и 35-я бронебашенная батарея закончены уже в 1930-е годы. Остальные порты планировалось прикрывать минными постановками и действиями лёгких сил и авиации флота.
Кроме того, значительными лёгкими силами на Чёрном море и Дунае располагала Морская пограничная охрана НКВД СССР, имевшая в своём составе порядка 105 пограничных катеров (из них 46 типа «МО») и приданные ей две отдельные эскадрильи погранвойск НКВД (6 обаэ ПВ НКВД и 7 ораэ ПВ НКВД), которые после начала Великой Отечественной войны влились в состав Черноморского флота. От морских пограничников флотом принято 1 сторожевой корабль, 71 катер, 82 единицы прочих плавредств (мотоботы, шхуны и т. д.)
Штатная численность личного состава флота до мобилизации насчитывала 64 205 человек.
Командный состав флота значительно омолодился как в ходе подготовки новых офицеров, так и по причине репрессий в РККА 1937—1938 годов, которые особенно коснулись высшего командного состава, в том числе командующего флотом И. К. Кожанова.

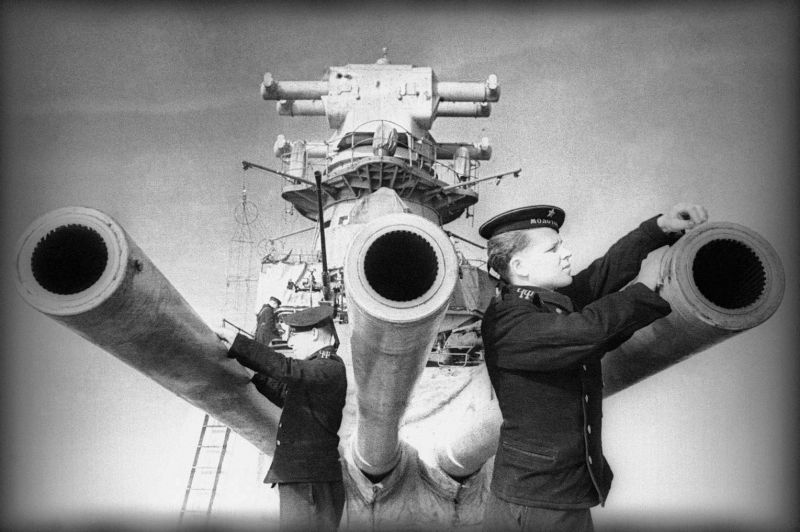
Краснофлотцы за утренней уборкой орудийной башни крейсера «Молотов», Фото Е. Халдей

### Надводные силы
| Флагман Линейный корабль | Бригада крейсеров | 1-й дивизион эсминцев | 2-й дивизион эсминцев | 2-й дивизион эсминцев | Отряд лёгких сил  | Отряд лёгких сил      |
| ------------------------ | ----------------- | --------------------- | --------------------- | --------------------- | ----------------- | --------------------- |
| Флагман Линейный корабль | Бригада крейсеров | 1-й дивизион эсминцев | 2-й дивизион эсминцев | 2-й дивизион эсминцев | лёгкие крейсера   | 3-й дивизион эсминцев |
| «Парижская Коммуна»      | «Червона Украина» | «Незаможник»          | «Ташкент»             | «Ташкент»             | «Ворошилов»       | «Москва»              |
| «Парижская Коммуна»      | «Красный Крым»    | «Фрунзе»              | «Быстрый»             | проекта 7             | «Молотов»         | «Харьков»             |
| «Парижская Коммуна»      | «Красный Кавказ»  | «Железняков»          | «Бодрый»              | проекта 7             |                   | «Смышлёный»           |
| «Парижская Коммуна»      |                   | «Дзержинский»         | «Бойкий»              | проекта 7             | «Сообразительный» |                       |
| «Парижская Коммуна»      | «Шаумян»          | «Безупречный»         | «Способный»           | проекта 7             |                   |                       |
| «Парижская Коммуна»      |                   | «Бдительный»          | «Совершенный»         | проекта 7             |                   |                       |
| «Парижская Коммуна»      | «Беспощадный»     | «Свободный»           |                       | проекта 7             |                   |                       |

| Отдельный дивизион канонерских лодок Одесская ВМБ | Отдельный дивизион канонерских лодок Одесская ВМБ | 1-я бригада торпедных катеров Черноморского флота Главная база Севастополь | 2-я бригада торпедных катеров Черноморского флота Очаков | Отдельный дивизион торпедных катеров Поти | Отдельный отряд торпедных катеров Новороссийск |
| ------------------------------------------------- | ------------------------------------------------- | -------------------------------------------------------------------------- | -------------------------------------------------------- | ----------------------------------------- | ---------------------------------------------- |
| «Красная Абхазия»                                 | типа «Эльпидифор»                                 | Всего — 41 единица                                                         | Всего — 28 единиц                                        | Всего — 12 единиц                         | Всего — 6 единиц                               |
| «Красный Аджаристан»                              | типа «Эльпидифор»                                 | Всего — 41 единица                                                         | Всего — 28 единиц                                        | Всего — 12 единиц                         | Всего — 6 единиц                               |
| «Красная Армения»                                 | типа «Эльпидифор»                                 | Всего — 41 единица                                                         | Всего — 28 единиц                                        | Всего — 12 единиц                         | Всего — 6 единиц                               |
| «Красная Грузия»                                  | типа «Эльпидифор»                                 | Всего — 41 единица                                                         | Всего — 28 единиц                                        | Всего — 12 единиц                         | Всего — 6 единиц                               |

| Сторожевые корабли | Сторожевые корабли | Дивизион тральщиков | Дивизион тральщиков | Дивизион минных заградителей | Дивизион сторожевых катеров | Отряд дымозавесчиков |
| ------------------ | ------------------ | ------------------- | ------------------- | ---------------------------- | --------------------------- | -------------------- |
| «Шторм»            | типа «Ураган»      | Т-401 «Трал»        | типа «Фугас»        | «Коминтерн»                  | Всего — 28 единиц           |                      |
| «Шквал»            | типа «Ураган»      | Т-402 «Минреп»      | типа «Фугас»        | «Островский»                 | Всего — 28 единиц           |                      |
|                    |                    | Т-403 «Груз»        | типа «Фугас»        | «Сетевик»                    | Всего — 28 единиц           |                      |
| Т-404 «Щит»        |                    |                     | типа «Фугас»        |                              | Всего — 28 единиц           |                      |
| Т-405 «Взрыватель» |                    |                     | типа «Фугас»        |                              | Всего — 28 единиц           |                      |
| Т-406 «Искатель»   |                    |                     | типа «Фугас»        |                              | Всего — 28 единиц           |                      |
| Т-407 «Мина»       |                    |                     | типа «Фугас»        |                              | Всего — 28 единиц           |                      |
| Т-408 «Якорь»      |                    |                     | типа «Фугас»        |                              | Всего — 28 единиц           |                      |
| Т-409 «Гарпун»     |                    |                     | типа «Фугас»        |                              | Всего — 28 единиц           |                      |
| Т-410 «Взрыв»      |                    |                     | типа «Фугас»        |                              | Всего — 28 единиц           |                      |
| Т-411 «Защитник»   |                    |                     | типа «Фугас»        |                              | Всего — 28 единиц           |                      |
| Т-412              |                    |                     | типа «Фугас»        |                              | Всего — 28 единиц           |                      |
| Т-413              |                    |                     | типа «Фугас»        |                              | Всего — 28 единиц           |                      |
| «Джалита»          |                    |                     |                     |                              | Всего — 28 единиц           |                      |
| «Доротея»          |                    |                     |                     |                              | Всего — 28 единиц           |                      |

### Подводные силы
| 1-я бригада        | 1-я бригада        | 1-я бригада        | 1-я бригада  | 1-я бригада  | 2-я бригада  | 2-я бригада  | 2-я бригада  | 2-я бригада  | 2-я бригада  | 2-я бригада  | Отдельный учебный дивизион | Отдельный учебный дивизион |
| ------------------ | ------------------ | ------------------ | ------------ | ------------ | ------------ | ------------ | ------------ | ------------ | ------------ | ------------ | -------------------------- | -------------------------- |
| 1-й дивизион       | 2-й дивизион       | 2-й дивизион       | 3-й дивизион | 4-й дивизион | 6-й дивизион | 6-й дивизион | 7-й дивизион | 7-й дивизион | 8-й дивизион | 8-й дивизион | Отдельный учебный дивизион | Отдельный учебный дивизион |
| Л-4 «Гарибальдиец» | Д-4 «Революционер» | Д-4 «Революционер» | Щ-204        | Щ-211        | А-1          | типа «А»     | М-31         | типа М       | М-35         | типа М       | Щ-201                      | Щ-201                      |
| Л-5 «Чартист»      | Д-5 «Спартаковец»  | Д-5 «Спартаковец»  | Щ-205        | Щ-212        | А-2          | типа «А»     | М-32         | типа М       | М-36         | типа М       | Щ-202                      | Щ-202                      |
| Л-6 «Карбонарий»   | Д-6 «Якобинец»     | Д-6 «Якобинец»     | Щ-206        | Щ-213        | А-3          | типа «А»     | М-33         | типа М       |              |              | Щ-203                      | Щ-203                      |
|                    | С-31               | типа С             | Щ-207        | Щ-214        | А-4          | типа «А»     | М-34         | типа М       | М-51         | типа М       |                            |                            |
| С-32               | Щ-208              | типа С             | Щ-215        | А-5          | М-58         | типа «А»     | М-52         | типа М       |              | типа М       |                            |                            |
| С-33               | Щ-209              | типа С             |              |              |              | М-59         | М-54         | типа М       |              | типа М       |                            |                            |
| С-34               | Щ-210              | типа С             | М-60         | М-55         |              |              |              | типа М       |              | типа М       |                            |                            |
|                    |                    |                    | М-62         |              |              |              |              | типа М       |              |              |                            |                            |

### Дунайская военная флотилия
| Штабной корабль | Дивизион мониторов | Дивизион бронекатеров | Отряд катеров-тральщиков | Отряд полуглиссеров | Минные заградители | Группа вспомогательных судов |
| --------------- | ------------------ | --------------------- | ------------------------ | ------------------- | ------------------ | ---------------------------- |
| «Буг»           | Всего — 5 единиц   | Всего — 22 единицы    | Всего — 7 единиц         | Всего — 6 единиц    | Всего — 1 единица  | Всего — 16 единиц            |

### Азовская военная флотилия (1-го формирования)
Азовская военно-морская флотилия была сформирована в июле-августе 1941 года, на основании Постановления ГКО № 216сс от 20 июля 1941 года, для поддержки войск Южного фронта в ведении оборонительных боев на приморских направлениях и для перевозок грузов и людей на Азовском море. Главной базой флотилии стал Мариуполь, организационно она вошла в состав Черноморского флота. В состав флотилии вошли дивизион канонерских лодок (3 ед.), дивизион сторожевых кораблей-тральщиков (5 ед.), отряд сторожевых катеров и катеров-тральщиков (8 ед.). Эти суда были мобилизованы из Азово-Черноморского пароходства и переоборудованы.

### Разведка флота
Разведывательные действия на море в интересах штаба вела авиация флота и лёгкие силы флота. Однако отсутствие на театре крупных кораблей противника, как и значительных перевозок не позволяли получать важные сведения таким образом.
За получение разведывательной информации отвечал Разведывательный отдел Штаба Черноморского флота. С июля 1938 по ноябрь 1955 года разведотдел Штаба ЧФ бессменно возглавлял подполковник (позднее генерал-майор) Намгаладзе Д. Б. Поскольку флот активно вступил в боевых действиях на побережье, для ведения разведки и диверсионных действий против сухопутного противника командование флота по представлению разведывательного отдела штаба ЧФ решило создать два разведывательных отряда. Один из них, а именно 1-й разведотряд, должен был них действовать в интересах Одесского оборонительного района, а другой – 2-й разведотряд, базировавшийся в Севастополе, предназначался для действий на территории Крыма.
Первый состав разведотряда в большинстве погиб в ходе Евпаторийского десанта. В апреле 1942 года разведотряд был сформирован во второй раз.
Второй состав в большинстве погиб в ходе обороны и оставления Севастополя в июне 1942 года.
Третье формирование отряда произошло в августе 1942 года на Таманском полуострове.
В августе 1944 года, после создания Дунайской военной флотилии, разведотряд был передан в её распоряжение и стал называться разведотрядом штаба Дунайской флотилии.

### Военно-воздушные силы флота

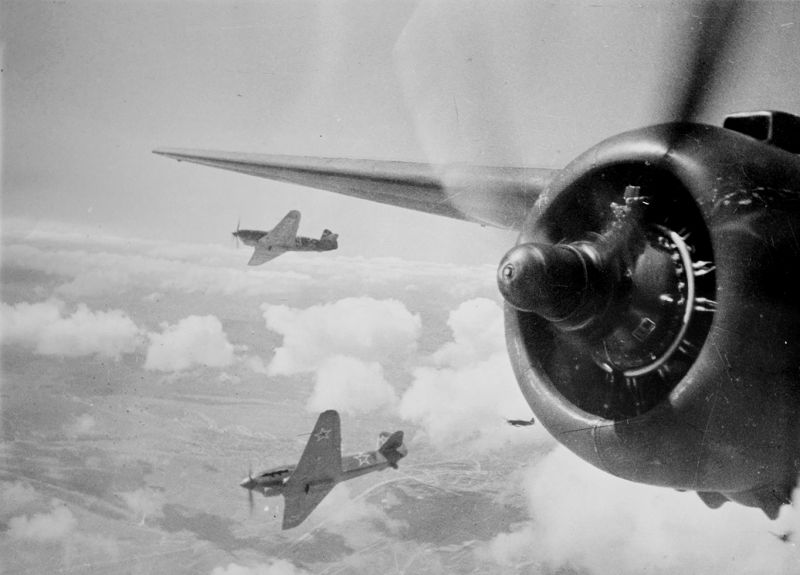
Истребители Як-9Д над Севастополем, май 1944, фото Е. Халдей

На 22 июня 1941 года ВВС Черноморского флота имели в своём составе: 2 авиационные бригады, 7 авиаполков (5 из них в составе авиабригад), 11 отдельных эскадрилий и  1 авиаотряд :
- 62-я истребительная авиабригада ВВС ЧФ (62 ИАБр ВВС ЧФ):
  - 8 иап ВВС ЧФ,
  - 9 иап ВВС ЧФ,
  - 32 иап ВВС ЧФ;

- 93 оиаэ ВВС ЧФ;
- 96 оиаэ ВВС ЧФ;
- 63-я бомбардировочная авиабригада ВВС ЧФ (63 БАБр ВВС ЧФ):
  - 2 мтап ВВС ЧФ,
  - 40 бап ВВС ЧФ;

- 78 осбаэ ВВС ЧФ;
- 70 окораэ ВВС ЧФ;
- 119 мрап ВВС ЧФ;
- 16 омраэ ВВС ЧФ;
- 45 омраэ ВВС ЧФ;
- 60 омраэ ВВС ЧФ;
- 80 омраэ ВВС ЧФ;
- 82 омраэ ВВС ЧФ;
- 83 омраэ ВВС ЧФ;
- 98 омрао ВВС ЧФ;
- 3 урап ВВС ЧФ;
- ока ЧФ.

В количественном отношении ВВС ЧФ на 22.06.1941 насчитывали 639 боевых самолётов, включая 153 бомбардировщика, 314 истребителей, 172 разведчика, 155 самолётов вспомогательной авиации

### Береговая оборона
Береговая оборона Главной базы (Севастополь):
- 1 оадн:
  - 30 абатр — 4 × 305-мм,
  - 35 абатр — 4 × 305-мм,
  - 10 абатр — 4 × 203-мм,
  - 54 абатр — 4 × 102-мм;

- 2 оадн:
  - 12 абатр — 4 × 152-мм,
  - 13 абатр — 4 × 120-мм,
  - 2 абатр — 4 × 100-мм,
  - 8 абатр — 4 × 45-мм;

- 3 оадн:
  - 18 абатр — 4 × 152-мм,
  - 19 абатр — 4 × 152-мм;

- 116 оадн:
  - 26 абатр — 3 × 130-мм,
  - 32 абатр — 3 × 130-мм;

- 28 оабатр — 3 × 152-мм;
- местный стрелковый полк;
- сапёрная рота;
- химическая рота;
- рота местной ПВО; 

Крымский бригадный район ПВО:

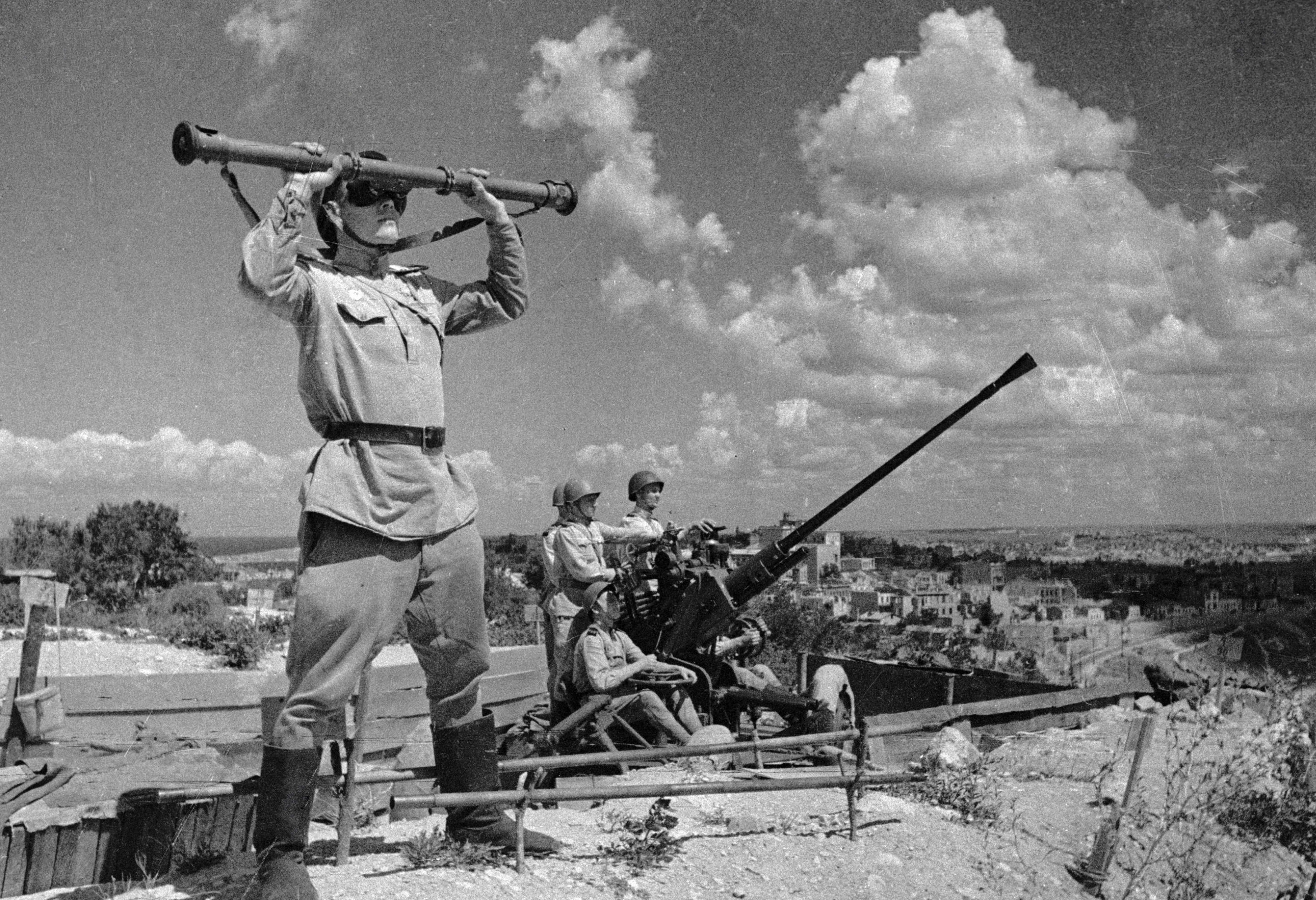
Советские зенитчики в освобождённом Севастополе, май 1944, фото Е. Халдей

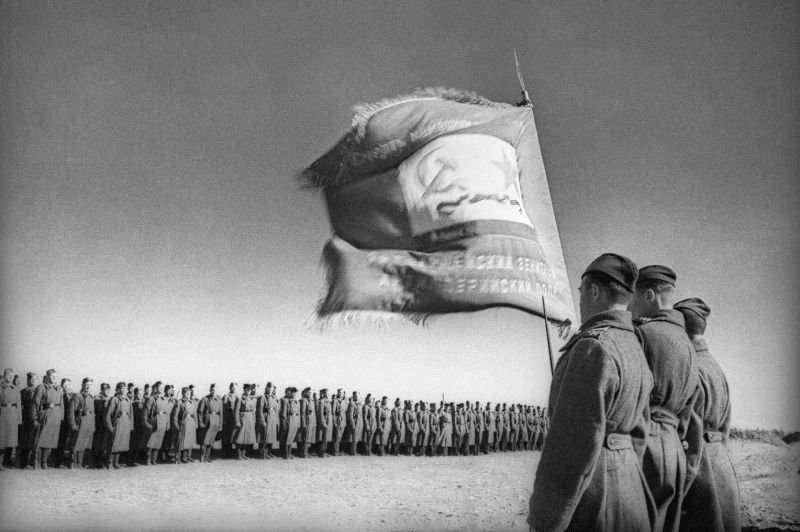
Построение личного состава 1-го гвардейского зенитного полка Черноморского флота, Севастополь, фото Е. Халдей

- 61-й зенитно-артиллерийский полк (Севастополь) — 44 × 76-мм и 18 × 37-мм орудий,
- 26-й отдельный зенитно-артиллерийский дивизион (Евпатория) — 8 × 76-мм орудия,
- 56-й отдельный зенитно-артиллерийский дивизион (Феодосия) — 8 × 76-мм орудия,
- зенитно-пулемётный батальон — 12 × М4 и 18 × М1,
- прожекторный батальон,
- 11-й батальон ВНОС,
- отдельная радиорота ВНОС.

В районе Севастополя были развёрнуты по две радиолокационные станции воздушного обнаружения РУС-1 и РУС-2. Кроме этого на крейсере «Молотов» имелась единственная в стране корабельная РЛС воздушного обнаружения «Редут-К» (аналог РУС-2).
Береговая оборона Одесской ВМБ:
- 42 оадн:
  - 411 абатр — 3 × 180-мм,
  - 1 абатр — 3 × 152-мм,
  - 39 абатр — 3 × 130-мм,
  - 718 абатр — 3 × 130-мм;

- 44 оадн:
  - 21 абатр — 3 × 203-мм,
  - 412 абатр — 3 × 180-мм;

- 73-й зенитный артиллерийский полк:
  - 16-й зенитный артиллерийский дивизион — 12 × 76-мм орудий,
  - 53-й зенитный артиллерийский дивизион — 12 × 76-мм орудий;

- пулемётный батальон;
- прожекторный батальон;
- химическая рота;
- отдельный стрелковый взвод;
- минная партия;  

Очаковский сектор береговой обороны:
- 15 оабатр (Очаков) — 4 × 203-мм,
- 22 оабатр (о. Первомайский) — 4 × 203-мм,
- 7 оабатр (м. Очаковский) — 4 × 75-мм,
- 2-й отдельный зенитный артиллерийский дивизион — 12 × 76-мм орудий,
- пулемётный батальон,
- прожекторный батальон,
- сапёрная рота,
- отдельная местная стрелковая рота,
- взвод связи.

Береговая оборона Новороссийской ВМБ:
- 72 оадн:
  - 16 ждабатр (Туапсе) — 4 × 180-мм,
  - 23 абатр (м. Кодош) — 4 × 152-мм;

- 31 оабатр (м. Мысхако) — 4 × 152-мм;
- 714 оабатр (Геленджик, м. Тонкий) — 3 × 130-мм;
- отдельная железнодорожная рота;
- стрелковый взвод;
- минная партия;   

Керченский сектор береговой обороны:
- 33 оабатр (м. Панагия) — 3 × 203-мм,
- 29 оабатр (м. Тобочик) — 4 × 180-мм,
- 48 оабатр (Керчь, Крепость) — 4 × 152-мм,
- 54-й отдельный зенитный артиллерийский дивизион — 12 × 76-мм орудий,
- пулемётная рота,
- прожекторная рота,
- отдельная местная стрелковая рота,
- минная партия.

Береговая оборона Батумской ВМБ:
- 52 оабатр — 4 × 203-мм;
- 431 оабатр — 4 × 180-мм;
- 51 оабатр — 4 × 152-мм;
- 716 оабатр (Поти) — 3 × 130-мм;
- 57-й отдельный зенитный артиллерийский дивизион — 16 × 76-мм орудий;
- пулемётная рота;
- прожекторная рота;
- отдельная местная стрелковая рота;
- минная партия.

Береговая оборона Николаевской ВМБ:
- 122-й зенитный артиллерийский полк — 36 × 76-мм орудий;
- пулемётный батальон;
- прожекторный батальон;
- рота ВНОС;
- отдельная местная стрелковая рота;
- минная партия.

Дунайский сектор береговой обороны:
- 724-я подвижная артиллерийская батарея (Джурджулешты) — 4 × 152-мм;
- 725-я подвижная артиллерийская батарея (Измаил) — 4 × 152-мм;
- 717-я артиллерийская батарея (Жебрияны) — 3 × 130-мм;
- 7-я артиллерийская батарея (Вилково) — 4 × 75-мм;
- 65-я артиллерийская батарея (Килия) — 4 × 45-мм;
- 46-й отдельный зенитно-артиллерийский дивизион (Измаил) — 12 × 76-мм орудий;
- прожекторная рота;
- 17-я пулемётная рота;
- отдельная местная стрелковая рота;
- 7-я рота морской пехоты;
- рота связи.

## Боевые действия

### Оценка сил противника
К лету 1941 году единственным реальным противником Черноморского флота на театре военных действий были Военно-морские силы Румынии, состоявшие из Морской и Дунайской речной дивизий. Морская дивизия Румынии к началу войны имела 2 вспомогательных крейсера, 4 эскадренных миноносца, 3 миноносца, подводную лодку, 3 канонерские лодки, 3 торпедных катера, 13 тральщиков и 1 минный заградитель. Дунайская дивизия имела 7 мониторов, 3 плавучие батареи, 2 бронекатера, 4 сторожевых катера. Имелись 2 полка береговой обороны (свыше 10 артиллерийских батарей) и 3 батальона морской пехоты.
Со стороны Германии на начальном этапе участвовала только авиация, поскольку по плану «Барбаросса» после стремительного наступления частей вермахта на сухопутном фронте и захвата всех черноморских портов СССР Черноморский флот должен был сам утратить боеспособность. Однако срыв этого плана Красной Армией, переход к затяжной войне и необходимость противодействовать Черноморскому флоту заставили германское командование создать свои ВМС на Чёрном море и затем непрерывно наращивать их численность. Первые германские корабли появились на Чёрном море к концу сентября 1941 года в виде отряда тральных сил (2 катерных тральщика, 1 минный заградитель, прорыватель минных заграждений и 2 плавбазы). К концу года к ним добавилось до 30 самоходных десантных барж типа «Зибель». Ударные силы флота (подводные лодки, торпедные катера, охотники за подводными лодками, БДБ и другие корабли) стали прибывать с весны-лета 1942 года. 

Немцы и их союзники итальянцы перебросили на Чёрное море около 400 боевых кораблей и судов: 6 малых подводных лодок, 16 торпедные катеров, 23 катера-тральщика, 50 быстроходных десантных барж, 26 охотников за подводными лодками и др. По другим данным, общее количество кораблей и судов стран Оси на Чёрном море составляло 36 на 1 января 1942 года и около 200 на 1 января 1943 года. Активно действовал румынский флот (минные постановки и так далее). 
Начиная с весны 1942 года к ним присоединился и итальянский флот — на Чёрном море была сформирована 4-я флотилия MAS (по дивизиону торпедных катеров MAS 555 и MTSM, дивизион взрывающиехся катеров — последние в ходе войны на Чёрном море никак себя не проявили, дивизион сверхмалых ПЛ). 
Подводные силы стран Оси на Чёрном море были представлены 6-ю немецкими, 6-ю итальянскими сверхмалыми и 3 румынскими подводными лодками. Впрочем, реальные боевые результаты (достаточно скромные в сравнении с другими театрами военных действий) показали только немцы — потопили 27 кораблей и судов (из них 5 потоплены подводными лодками), итальянцам удалось потопить советскую подводную лодку Щ-203 (хотя они претендовали также на потопление ПЛ Щ-214 и трёх транспортов), румыны побед не имели. В ходе боевых действий силам Черноморского флота удалось потопить по одной немецкой и итальянской подводным лодкам, 6 были затоплены своими экипажами после занятия Румынии и Болгарии советскими войсками в августе-сентябре 1944 года, а 7 были захвачены в исправности в портах этих стран.
Болгарские ВМС в боевых действиях не участвовали и за линии оборонительных минных заграждений не выходили.

### Действия флота
Высокая боевая готовность Черноморского флота сорвала попытки вывести из строя его основные силы в первые же дни войны. В ночь на 22 июня силами зенитной артиллерии ПВО флота был отражён налёт на главную базу бомбардировщиков люфтваффе, так как подход самолётов был своевременно обнаружен радиолокационной станцией крейсера «Молотов». Впрочем, из-за боязни ответственности со стороны командующего флотом Ф. С. Октябрьского, зенитный огонь был открыт с опозданием и первая группа немецких бомбардировщиков беспрепятственно поставила мины на севастопольских фарватерах, удалось помешать прицельной постановки мин второй группы бомбардировщиков, при этом 1 бомбардировщик был сбит. Авиация Черноморского флота нанесла ответные удары по Констанце, Сулину, Плоешти. 
26 июня 1941 года состоялся Рейд на Констанцу — операция Черноморского флота СССР в начальный период Великой Отечественной войны. Это было единственное морское сражение крупных надводных кораблей в Чёрном море во время Второй мировой войны. Атака румынского порта Констанца была задумана как совместные действия кораблей и авиации Черноморского флота, однако достичь скоординированных действий не удалось. Лидеры эсминцев «Москва» и «Харьков» получили приказ обстрелять порт под прикрытием крейсера «Ворошилов». Они нанесли некоторый ущерб, но под воздействием огня береговой артиллерии и кораблей румынского ВМФ «Реджина Мария» и «Мэрэшти» отступили, попав при этом на минное поле; лидер эсминцев «Москва» был потоплен, а крейсер — поврежден, подорвавшись на мине.
В ходе войны флот оборонял базы и побережье, защищал свои коммуникации, действовал на коммуникациях противника, наносил авиаудары по его береговым объектам.

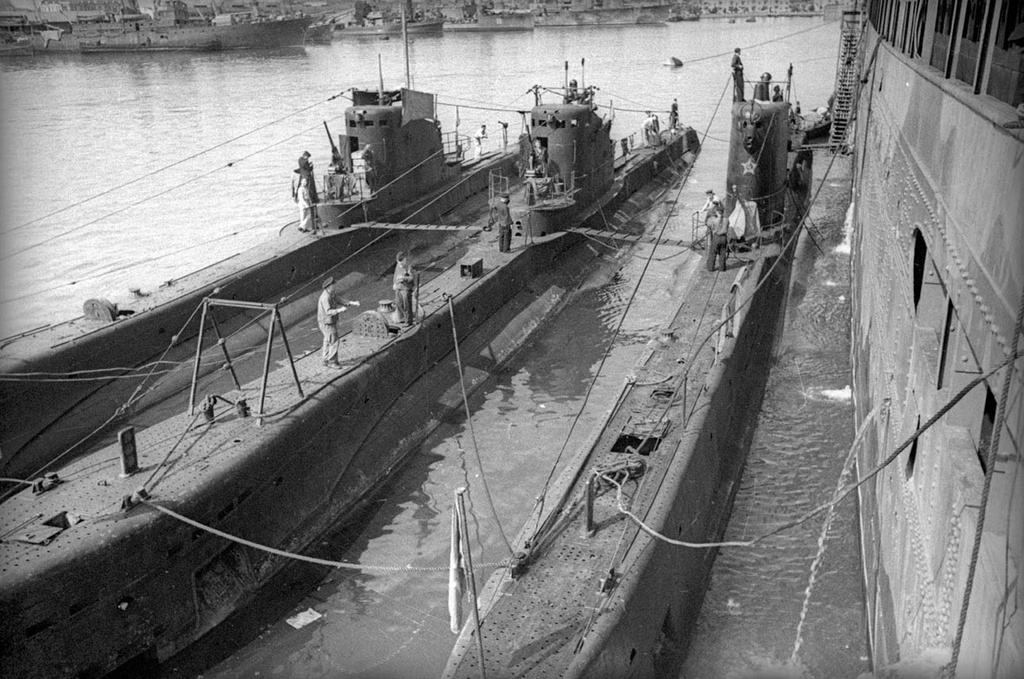
Подводные лодки типа «Щ» серии V-бис 2 и типа «С» в Батуми, 1943 год

Флот участвовал в Обороне Одессы (1941)
Флот обеспечивал Оборону Севастополя (1941—1942); командующий флотом возглавлял Севастопольский оборонительный район.

Моряки наблюдают за приближением вражеских самолётов, 1942 год, Фотохроника ТАСС

Важное значение имела крупнейшая в истории Великой Отечественной войны Керченско-Феодосийская десантная операция (1941—1942) и тактические десанты в её интересах.
В 1942—1943 годах Черноморский флот участвовал в Битве за Кавказ. Подводные лодки из Батуми и Поти совершали 600-мильные переходы для действий на коммуникациях противника, надводные силы, авиация и морская пехота сражались за Новороссийск и в районе Туапсе.
Флот участвовал в освобождении Крыма в ходе  Керченско-Эльтигенской десантной операции 1943 года Крымской наступательной операции 1944 года.  
Азовская военная флотилия, находившаяся в составе Черноморского флота, своими действиями по поддержке сухопутных войск участвовала в освобождении портов Азовского моря. Корабли и части Черноморского флота участвовали в освобождении Крыма, Николаева, Одессы, в Ясско-Кишинёвской операции 1944 года. Дунайская военная флотилия, входившая в состав Черноморского флота, прошла с боями от низовьев Дуная до Вены.
После провала рейда на Ялту 6 октября 1943 года (уничтожение немецкой авиацией лидера «Харьков» и эсминцев «Беспощадный» и «Способный», гибель 733 моряков) все крупные корабли Черноморского флота были переведены в резерв Ставки Верховного Главнокомандующего и больше не участвовали в боевых действиях, а командующий флотом вице-адмирал Л. Владимирский снят с должности.
За годы войны Черноморский флот (не считая действия входивших в его состав флотилий) высадил 4 оперативных и 16 тактических десантов. Героическими страницами в истории Черноморского флота стали десанты в районе Южной Озереевки и Станички (в районе Мысхако) в феврале 1943 года, оборона «Малой земли», Новороссийская десантная операция 1943 года, Керченско-Эльтигенская десантная операция 1943 года, Констанцский десант.

## Нанесённый урон
За годы Великой Отечественной войны Черноморский флот потопил и повредил 480 кораблей и судов противника (в основном малого и сверхмалого водоизмещения). По данным исследователя М. Э. Морозова, потери кораблей его противников по всем причинам на Чёрном море составили:  1 миноносец, 5 подводных лодок, 15 кораблей противолодочной обороны, 3 сторожевых корабля и канонерские лодки, 21 тральщик, 40 торпедных катеров, 4 минных заградителя, 78 десантных кораблей, 9 мониторов и плавбатарей. 
Также флот уничтожил большое количество береговых опорных пунктов противника, его живой силы и военной техники, обеспечил перевозку морем 1 млн 987 тысяч человек, свыше 8 млн тонн воинских и народно-хозяйственных грузов. Только в июне 1942 года корабли и подводные лодки флота под огнём противника совершили 121 рейс в осажденный Севастополь, перевезли десятки тысяч человек пополнения личного состава, раненых, тысячи тонн боеприпасов и продовольствия. В 1943 году подводные силы Черноморского флота потопили 26 транспортов, а ВВС флота — свыше 70 судов.
За войну силами флота выставлено более 10 770 мин.
На протяжении всей войны активно действовали ВВС Черноморского флота. Лётчиками-черноморцами выполнено 131 637 боевых вылетов, потоплено 345 кораблей судов, уничтожено в воздухе и на земле 2 149 самолётов, уничтожено около 700 единиц бронетанковой техники, 780 орудий.

## Боевые потери
За годы войны флот потерял 1 крейсер, 3 лидера эсминцев, 11 эсминцев, 32 подводные лодки.
Потери среди кораблей остальных классов составили 5 минных заградителей (один из них «Коминтерн» — бывший бронепалубный крейсер, в июне 1941 года переклассифицирован в минный заградитель), 2 канонерские лодки, 6 базовых тральщиков, 15 вспомогательных тральщиков, 56 малых охотников за подводными лодками, 23 сторожевых катера, 59 торпедных катера, 75 вспомогательных катеров, 13 катеров ПВО, 18 тендеров, 57 десантных ботов. Потери в личном составе флота насчитывали 16 942 человек убитых и умерших от ран, 59 379 пропавших без вести и попавших в плен, 6073 погибших от небоевых причин (итого безвозвратные потери 82 394 человека). Санитарные потери насчитывали 19 036 раненых и контуженных, 3653 заболевших (итого 22 689 человек).
| Корабль                           | Дата                    | Место гибели                       | Причина гибели |
| --------------------------------- | ----------------------- | ---------------------------------- | --- |
| Лидер «Москва»                    | 26.06.1941              | Вблизи Констанцы                   | Подрыв на румынском минном заграждении либо попадание снаряда береговой батареи (по другой версии, вступающей в противоречие с радиодонесениями — торпедирован по ошибке советской подводной лодкой Щ-206) |
| Эсминец «Быстрый»                 | 01.07.1941              | Вблизи Севастополя                 | Подрыв на немецкой донной мине, авианалёт немецких бомбардировщиков у причальной стенки |
| Подводная лодка Щ-206             | 09.07.1941 (26.06.1941) | Вблизи Мангалии (вблизи Констанцы) | 22.06.1941 г. вышла на боевое дежурство в район мыса Шаблер (восточная точка побережья Болгарии, община Шабла), в назначенное время на базу не вернулась, по официальной версии — подрыв на румынском минном заграждении (по другим источникам — уничтожена по ошибке советскими лидером «Харьков» и эсминецем «Сообразительный» 26.06.1941 г. близ Констанцы в ходе отражения атаки на лидер «Москва»), по румынским данным — уничтожена румынским флотом 09.07.1941 г. близ Мангалии |
| Минный заградитель «Сызрань»      | 29.07.1941              | У мыса Такиль                      | Подрыв на мине (позднее поднят) |
| Эсминец «Совершенный»             | 01.09.1941              | Вблизи Севастополя                 | Подрыв на мине своего оборонительного заграждения, авианалёт немецких бомбардировщиков в доке |
| Крейсер «Червона Украина»         | 12.11.1941              | Севастополь                        | Авианалёт немецких бомбардировщиков |
| Эсминец «Смышлёный»               | 06.03.1942              | У мыса Железный Рог                | Подрыв на мине своего оборонительного заграждения |
| Подводная лодка Щ-210             | 12—28.03.1942           | У мыса Шаблер                      | 12.03.1942 г. вышла на боевое дежурство в район мыса Шаблер где должна была действовать с 15.03 по 28.03.1942 г., больше на связь не выходила и в назначенное время на базу не вернулась, по предположительной версии — уничтожена авиацией противника, наиболее вероятная причина — подрыв на румынском минном заграждении |
| Минный заградитель «Островский»   | 23.03.1942              | Туапсе                             | Авианалёт немецких бомбардировщиков |
| Эсминец «Дзержинский»             | 14.05.1942              | Вблизи Севастополя                 | Подрыв на мине своего оборонительного заграждения |
| Эсминец «Свободный»               | 10.06.1942              | Севастополь                        | Авианалёт немецких бомбардировщиков |
| Подводная лодка Щ-214             | 19.06.1942              | У мыса Ай-Тодор                    | Уничтожена итальянским торпедным катером |
| Эсминец «Безупречный»             | 26.06.1942              | Чёрное море                        | Авианалёт немецких бомбардировщиков |
| Лидер «Ташкент»                   | 2.07.1942               | Новороссийск                       | Авианалёт немецких бомбардировщиков |
| Эсминец «Бдительный»              | 2.07.1942               | Новороссийск                       | Авианалёт немецких бомбардировщиков |
| Минный заградитель «Коминтерн»    | 10.10.1942              | Поти                               | 16.07.1942 г. выведен из строя немецкой авиацией во время стоянки в порту г. Поти, 10.10.1942 г. ввиду невозможности капитального ремонта разоружён и затоплен в качестве волнолома в устье реки Хоби севернее Поти, 02.02.1943 г. исключён из списков флота |
| Базовый тральщик Т-403 "Груз"     | 27.02.1943              | траверз Мысхако                    | Торпедирован с немецкого торпедного катера, командир - капитан-лейтенант Христиансен, 1-я флотилия торпедных катеров, манёвровая база - Керчь |
| Базовый тральщик Т-411 "Защитник" | 15.05.1943              | траверз Нового Афона               | Торпедирован немецкой подводной лодкой «U-24» |
| Подводная лодка Щ-203             | 26.08.1943              | У мыса Урет                        | Уничтожена итальянской подводной лодкой |
| Тральщик ТЩ-11 «Джалита»          | 29.08.1943              | У мыса Анакрия                     | Торпедирован немецкой подводной лодкой «U-18» |
| Эсминец «Беспощадный»             | 06.10.1943              | Вблизи Ялты                        | Авианалёт немецких бомбардировщиков |
| Лидер «Харьков»                   | 06.10.1943              | Вблизи Ялты                        | Авианалёт немецких бомбардировщиков |
| Эсминец «Способный»               | 06.10.1943              | Вблизи Ялты                        | Авианалёт немецких бомбардировщиков |
| Базовый тральщик «Т-410 «Взрыв»»  | 02.09.1944              | Вблизи Констанцы                   | Торпедирован немецкой подводной лодкой «U-19» |

В сводках не учтены потери транспортных кораблей — как вошедших в состав Черноморского флота ещё до войны, так и привлечённых в годы войны. Однако имеются косвенные свидетельства о количестве и характере таких потерь:
О фактах плохой охраны и гибели транспортных судов в феврале месяце 1942 года было доведено до сведения начальника генерального штаба РККА маршала Б. М. Шапошникова и наркома ВМФ адмирала Н. Г. Кузнецова. Например, пароход «Коммунист» числился в составе Черноморского флота в качестве транспорта и был направлен из Новороссийска в Севастополь с грузом ВВС без всякой охраны и конвоя. В пути транспорт бесследно исчез. Через несколько дней транспорт «Восток», следуя в Севастополь, встретил шлюпку с двумя обледеневшими трупами членов экипажа транспорта «Коммунист».
3 марта 1942 года нарком ВМФ Н. Г. Кузнецов указал Военному совету Черноморского флота на гибель большого количества транспортов по причине плохой организации их переходов. Он подчеркнул, что плохая организация защиты своих коммуникаций продолжает оставаться неизменной и приказал в кратчайший срок навести порядок. Предлагалось обратить особое внимание на проверку кадров военных лоцманов и на обеспечение безопасности перехода транспортов. Категорически запрещалось выпускать транспорта без охранения.

23 марта 1942 года прокурор СССР В. М. Бочков сообщал:
… С первых дней войны флот Черноморско-Азовского пароходства начал терпеть большие потери, которые в дальнейшем беспрерывно увеличиваются и создают реальную угрозу существованию флота этого пароходства вообще. Основная причина больших потерь флота — плохая организация охраны транспорта от нападений неприятеля с воздуха. Так, например, при осуществлении десантных операций в Керчи и Феодосии подверглись бомбежке и затонули 12 транспортных судов, доставивших воинские части, боеприпасы и артиллерию в эти порты. Суда были оставлены военным командованием без всякого охранения и защиты. О фактах плохой охраны и гибели транспортных судов в феврале месяце доведено до сведения нач. Генерального штаба Маршала Советского Союза тов. Шапошникова и Народного Комиссара Военно-Морского Флота адмирала тов. Кузнецова. Однако и после этого суда продолжают гибнуть по тем же причинам. Так, например, 19 февраля с. г. из Новороссийска в Севастополь был направлен пароход «Коммунист» с грузом ВВС без всякой охраны и конвоя. Пароход торпедирован и затонул.
26 марта 1942 года Военным советом Черноморского флота было утверждено «Положение о конвойной службе», которое рекомендовало методы уклонения транспортов от атак самолётов, торпедных катеров и подводных лодок, а также излагало обязанности командира конвоя и начальников конвойной службы. ВС ЧФ требовал от всех флагманов обеспечить надёжную защиту транспортов. Он предлагал: запретить выпуск транспортов без конвоя, усилить конвой транспортов с особо ценными грузами, усилить прикрытие транспортов на подходах к базам (за 70…80 миль) самолётами, эсминцами, сторожевыми кораблями МО, конвойными кораблями широко применять дымовую завесу, в хорошую погоду обеспечивать конвоирование каждого транспорта минимум двумя сторожевыми катерами МО или тральщиком и сторожевым катером МО. Прикрытие транспорта двумя катерами МО (четыре 45-мм орудия и 4 крупнокалиберных пулемёта), не могло обеспечить надёжного прикрытия транспортов от налётов авиации, как показал опыт 1941 года.

## Награды

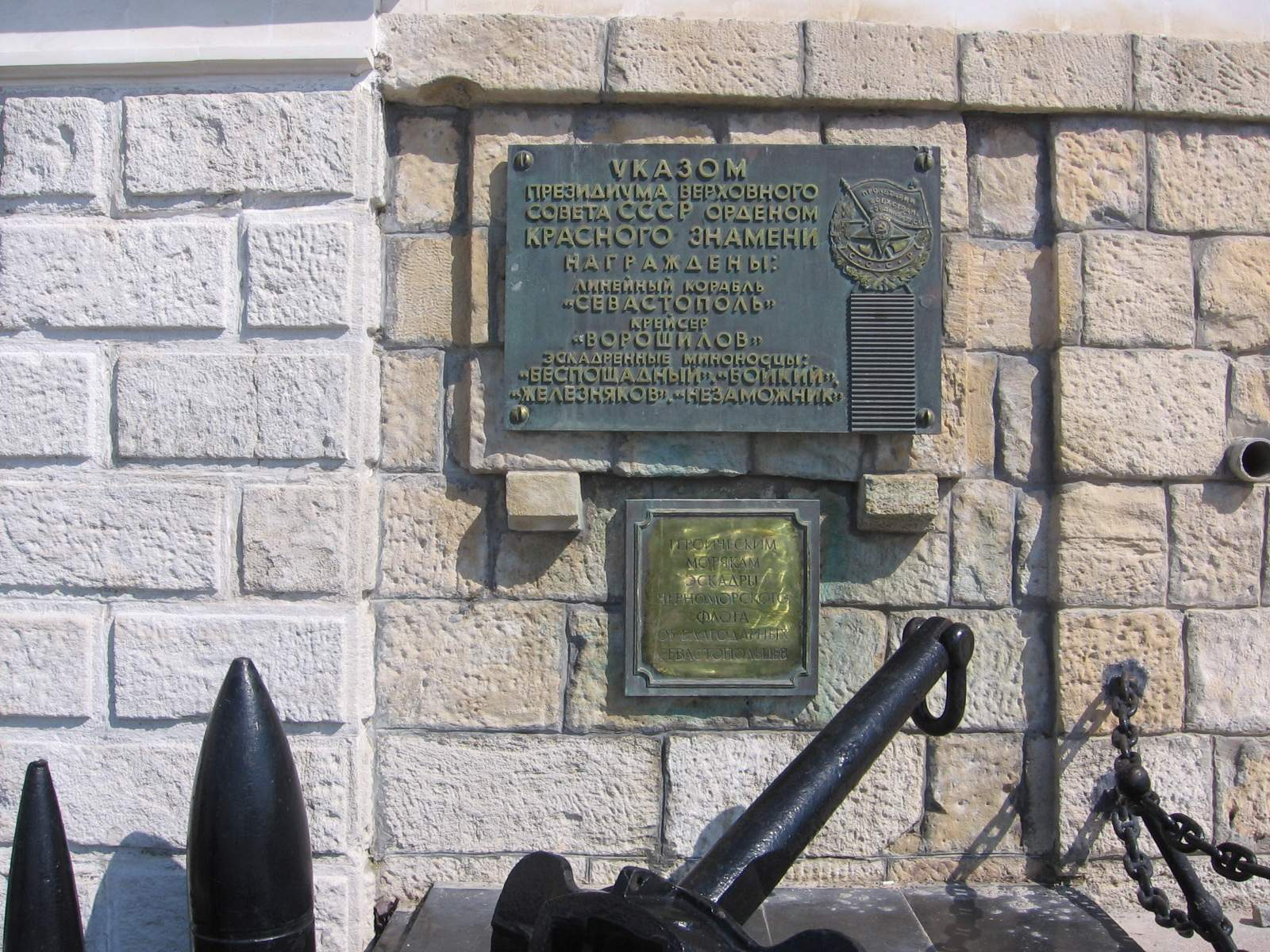
Монумент героям Эскадры Черноморского флота в Севастополе.

За боевые заслуги 18 кораблям, частям и соединениям присвоено гвардейское звание (среди них — крейсеры «Красный Кавказ» и «Красный Крым», эскадренный миноносец «Сообразительный», тральщик Т-411 «Защитник», подводные лодки М-35, М-62, С-33, Щ-205, Щ-215, 1-я минно-торпедная авиадивизия, 1-й отдельный артдивизион береговой обороны).
59 награждены орденами Красного Знамени (среди них — Севастопольская бригада подводных лодок, Севастопольская бригада торпедных катеров, линейный корабль «Севастополь», крейсер «Ворошилов», эскадренные миноносцы «Беспощадный», «Бойкий», «Железняков», «Незаможник», подводные лодки Л-4, М-111, М-117, С-31, Щ-201, Щ-209,  11-я штурмовая авиадивизия, 255-я Таманская морская стрелковая бригада).

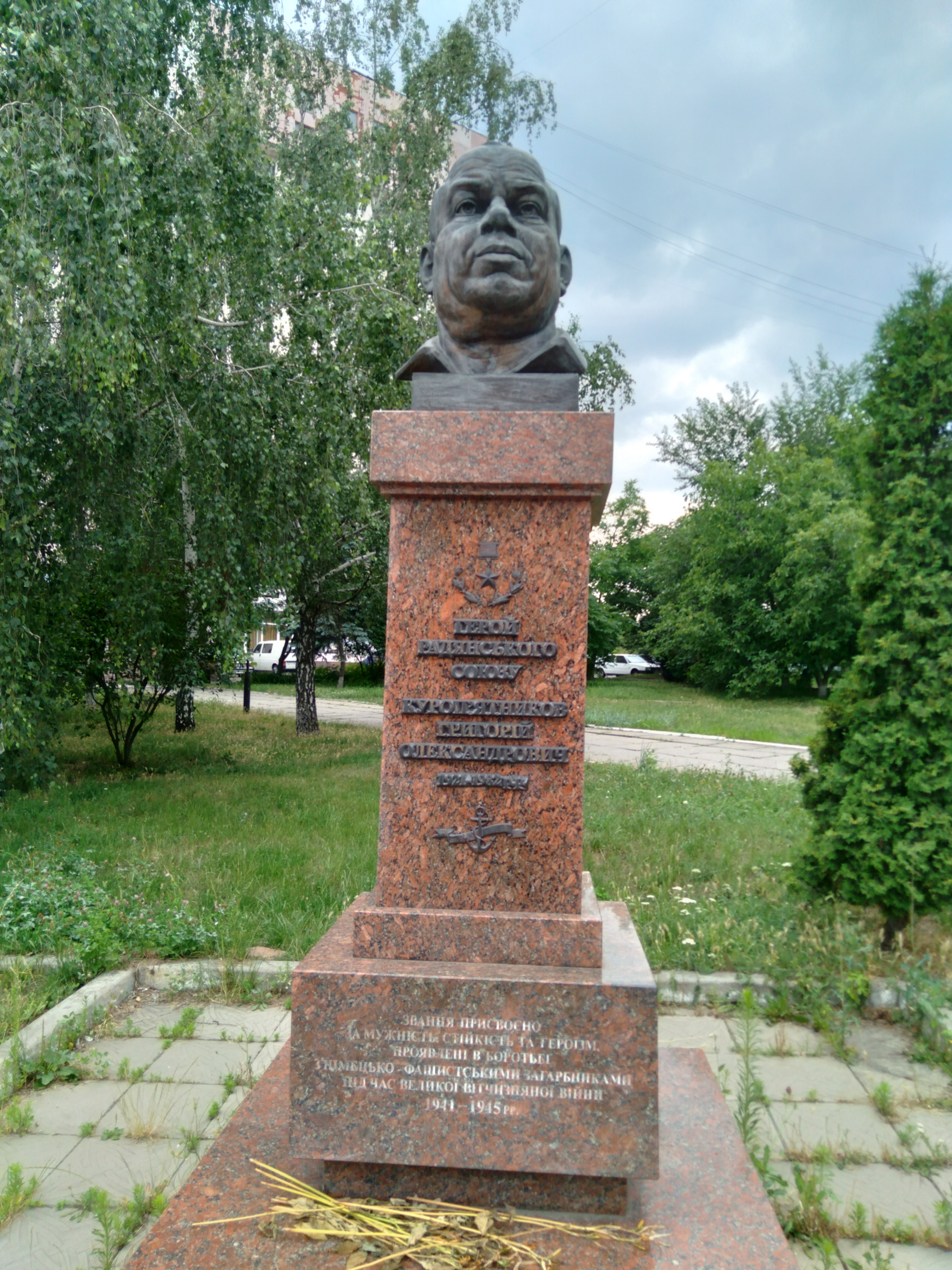
Памятник Григорию Куропятникову в Кропивницком

44 частям и соединениям присвоены почётные наименования. Тысячи черноморцев награждены орденами и медалями, свыше 200 удостоены звания Героя Советского Союза.

## Командный состав
Командующие:
- вице-адмирал, с апреля 1944 г. адмирал Ф. С. Октябрьский (июнь 1941 г. — апрель 1943 г., и март 1944 г. — до конца войны),
- контр-адмирал, с марта 1944 г. вице-адмирал Л. А. Владимирский (апрель 1943 г. — март 1944 г.),
- вице-адмирал Н. Е. Басистый (март 1944 г., врид);

Члены Военного совета:
- дивизионный комиссар, с декабря 1942 г. контр-адмирал, с мая 1945 г. вице-адмирал Н. М. Кулаков (июнь 1941 г. — декабрь 1943 г.),
- дивизионный комиссар, с декабря 1942 г. контр-адмирал, с сентября 1944 г. вице-адмирал И. И. Азаров (октябрь 1941 г. — март 1943 г., и февраль 1944 г. — до конца войны),
- генерал-лейтенант И. В. Рогов (декабрь 1943 г. — февраль 1944 г., врид);

Начальники штаба:
- контр-адмирал И. Д. Елисеев (июнь 1941 г. — январь 1944 г.),
- контр-адмирал И. Ф. Голубев-Монаткин (февраль — декабрь 1944 г.),
- вице-адмирал Н. Е. Басистый (декабрь 1944 г. — до конца войны).

## Комментарии
1. 1 2 3  Оперативно придан 2-й бригаде подлодок.
2. 1 2 3  Оперативно приданы Батумской ВМБ.
3. 1 2 3  Оперативно придан 1-й бригаде подлодок.
4. 1 2  На 22 июня 1941 года проходил ходовые испытания в Севастополе, в состав 3-го дивизиона эсминцев вошёл уже после начала Великой Отечественной войны.
5. ↑  На 22 июня 1941 года находился на достройке в Николаеве примерно в 84 % готовности, в состав ЧФ вошёл 7 января 1942 года.
6. ↑  38 боевых + 3 учебных.
7. ↑  23 боевых + 5 учебных.
8. 1 2 3 4  На 22 июня 1941 года находился в Феодосии в распоряжении Научно-исследовательского минно-торпедного института (НИМТИ) в качестве опытового судна, после начала Великой Отечественной войны вновь переклассифицирован в тральщик.
9. ↑  Минно-сетевой заградитель.
10. 1 2  На 22 июня 1941 года находилась на капремонте в Севастополе, в строй так и не вступила — вскоре после начала войны поставлена на консервацию. 26 июня 1942 года взорвана экипажем накануне захвата города войсками противника.
11. ↑  Без учёта штабного корабля «Буг», также относившегося к данному классу.
12. ↑  Оперативно придана Дунайской военной флотилии.
13. 1 2  Оперативно придана 63 ТБАБр ДД ВВС ЧФ.
14. ↑  Гидросамолёты входящие в состав авиационного вооружения крейсеров, оснащённых катапультами.
15. ↑  Введена в июле 1941 года, для вооружения использованы бывшие 102-мм орудия крейсера «Красный Кавказ», первоначально предназначавшиеся к утилизации после замены их на 100-мм артустановки Минизини в ходе капремонта 1939—1940 годов.
16. Оперативно придан 62 ИАБр ВВС ЧФ (имел на вооружении систему «Звено-СПБ»).